# Cat's in the Bag...
"Cat's in the Bag ..." é o segundo episódio da primeira temporada da série televisiva de drama norte-americana Breaking Bad. O episódio foi escrito pelo criador do programa, Vince Gilligan, e dirigido por Adam Bernstein. O episódio foi ao ar pela primeira vez no dia 27 de janeiro de 2008 nos Estados Unidos e Canadá pelo canal de televisão AMC. 

## Enredo
Walt e Jesse levam o trailer de volta para a casa de Jesse, que antigamente era propriedade da tia de Jesse. Quando eles abrem o RV para remover os dois corpos, eles percebem que Krazy-8 ainda está respirando. Ainda inconsciente, Krazy-8 é levado para o porão da casa e amarrado em uma viga de madeira com uma trava de bicicleta no pescoço. Walt sugere que eles usem ácido fluorídrico para dissolver o cadáver de Emilio e não deixarem evidências. Walt e Jesse devem se desfazer do cadáver e matar o Krazy-8, e jogam uma moeda para ver qual deles fará a tarefa. Jesse vence e escolhe se desfazer do cadáver, deixando a morte de Krazy-8 nas mãos de Walt.
Walt instrui Jesse para comprar uma balde feito de polietileno na qual o cadáver possa ser dissolvido adequadamente, mas Jesse não consegue encontrar um que fosse grande o suficiente para acomodá-lo. Walt cogita matar Krazy-8 por sufocamento mas, ao invés disso, acaba dando a ele água, comida e utensílios higiênicos para que ele pudesse fazer suas necessidades. Quando Jesse volta para casa e pergunta como foi o assassinato, Walt promete cuidar do Krazy-8 no dia seguinte. Enquanto isso, Skyler (Anna Gunn) começa a suspeitar que Walt está fazendo algo em segredo. Ela encontra o endereço de Jesse online e questiona Walt sobre quem ele é. Walt inventa uma mentira dizendo que Jesse vende maconha para ele. Furiosa, Skyler vai até a casa de Jesse e o confronta no momento em que ele está tentando se desfazer do cadáver de Emilio. Skyler também o avisa de que seu cunhado é um agente da DEA e vai embora sem percebe o cadáver.
Jesse não encontra o balde de plástico específico que Walt o instruiu a usar, então decide dissolver o cadáver em sua banheira. No entanto, a banheira de cerâmica e metal é dissolvida pelo ácido fluorídrico junto com o corpo e faz com que o teto do andar de cima desabe, juntamente com os restos liquefeitos de Emilio. Walt diz a Jesse que o ácido fluorídrico dissolve qualquer coisa exceto plástico. Enquanto isso, duas crianças nativo americanas brincam no deserto e encontram a máscara de gás de Walt.

## Produção
O episódio foi escrito por Vince Gilligan, o criador da série, e dirigido por Adam Bernstein. "Cat's in the Bag" foi ao ar pela primeira vez no dia 27 de janeiro de 2008 nos Estados Unidos e Canadá pelo do canal de televisão AMC.

## Significado do título
O título do episódio faz parte de uma linha de diálogo do longa-metragem Sweet Smell of Success de 1957, no qual um personagem relata que ele resolveu um problema. No contexto do episódio, esta fala é dita por Walt quando ele e Jesse capturam Krazy-8 e o trancam no porão.
J.J. Hunsecker: Isso significa que você tem um plano? Pode entregá-lo?
Sidney Falco: Hoje à noite, antes de você ir para a cama. O gato está na bolsa e a bolsa no rio.

## Recepção
O episódio foi aclamado pela crítica especializada. Seth Amitin, da IGN, avaliou o episódio com nota 9.6 em 10 comentando: "É estranho, mas há uma ótima química entre esses três personagens, como se fossem peças de quebra-cabeça e suas bordas irregulares nem parecessem iguais, mas que se encaixam de alguma forma." Donna Bowman, escrevendo para o The A.V. Club, deu nota "A-" para o episódio e disse: "No fim da estreia na semana passada, pensei: Bem, a partir daqui vai desmoronar tudo... achei difícil imaginar que esse episódio pudesse manter a pitada de tom psicótico da estreia."

## Nota
1. ↑  Trata-se da mesma máscara de gás utilizada pelo personagem no episódio piloto.